# Hamatostrepta concinna
Hamatostrepta concinna är en bladmossart som beskrevs av Vána et D.G.Long. Hamatostrepta concinna ingår i släktet Hamatostrepta och familjen Anastrophyllaceae.
Artens utbredningsområde är Burma. Inga underarter finns listade i Catalogue of Life.